# 布氏叉齒龍鰧
布氏叉齒龍鰧，為輻鰭魚綱鱸形目鱷鱚亞目叉齒鱚科的其中一種，分布於西印度洋及東大西洋區，屬深海魚類，棲息深度在水深150至2326公尺，體長可達4.4公分。